# Stephen Sherbourne, Baron Sherbourne of Didsbury

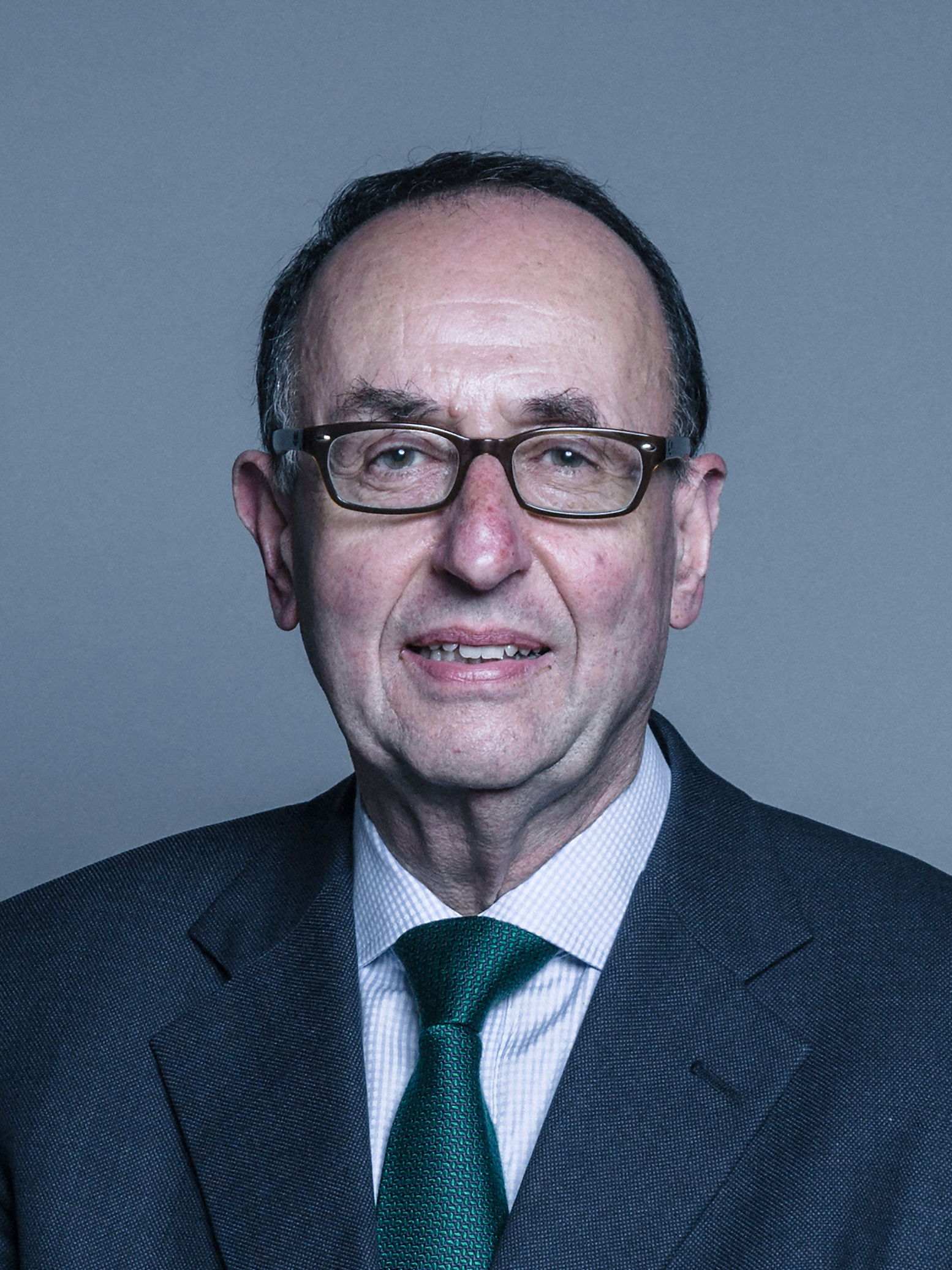
Stephen Sherbourne, Baron Sherbourne of Didsbury

Stephen Sherbourne, Baron Sherbourne of Didsbury, Kt., CBE, (* 15. Oktober 1945 in Manchester) ist ein britischer konservativer Politiker.
Er studierte den Studiengang Philosophie, Politik und Ökonomie (engl. Abkürzung: PPE) an der Universität Oxford.
Sherbourne war ein politischer Staatssekretär für die Premierministerin Margaret Thatcher und Stabschef des konservativen Parteichefs Michael Howard. Er ist jetzt nicht-geschäftsführender Direktor bei Smithfields Consultants.
Er ist bekannt für sein Bekenntnis zu einer vom Liberalismus geprägten Demokratie und eine ebenso liberalen Wirtschaftspolitik.
Er wurde 2006 zum Knight Bachelor geschlagen nachdem er bereits zuvor als Commander des Order of the British Empire (CBE) ausgezeichnet worden war. Er wurde am 12. September 2013 als Baron Sherbourne of Didsbury, of Didsbury in the City of Manchester, zum Life Peer erhoben und ist seither Mitglied des House of Lords.